# Markendorf (Jüterbog)
Markendorf ist ein Ortsteil der brandenburgischen Kleinstadt Jüterbog in Deutschland.

## Lage und Gliederung
Der Ort liegt etwa sieben Kilometer östlich von Jüterbog. Der Ort besteht aus dem alten Dorf, der Gutsanlage, einem Truppenlager (die Siedlung) und der Waldsiedlung. Nördlich liegt, durch das Naturschutzgebiet Heidehof-Golmberg getrennt, die Stadt Luckenwalde, westlich mit Charlottenfelde und Petkus ein Wohnplatz bzw. Ortsteil von Baruth/Mark. Im Südosten grenzen mit Schlenzer und Riesdorf zwei Ortsteile der Gemeinde Niederer Fläming sowie im Südwesten mit Fröhden ein Ortsteil von Jüterbog an. Die Bundesstraße 115 führt im Süden der Gemarkung in West-Ost-Richtung durch den Ort.

## Geschichte

### 14. bis 15. Jahrhundert

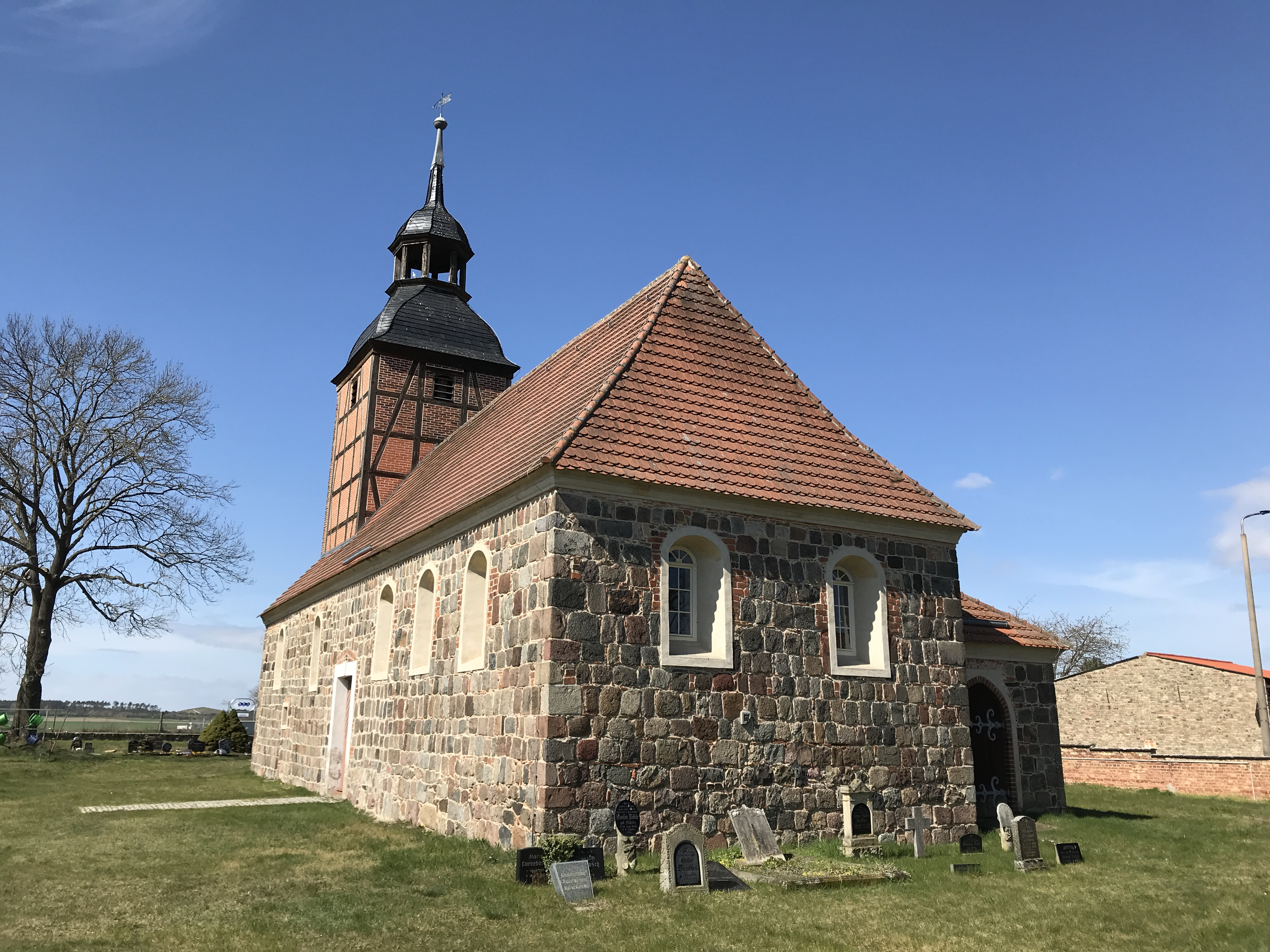
Dorfkirche Markendorf, 2020

Markendorf wurde 1368 erstmals als villa Marggreuendorp urkundlich erwähnt und gehörte bis 1635 zum Erzstift Magdeburg. In dieser Zeit gab es bereits seit dem 13. Jahrhundert eine Dorfkirche. Die Besitzverhältnisse waren in den ersten Jahren komplex. So übernahm das Amt Jüterbog von vor 1368 bis 1538 das Dorf mit Ober- und Untergerichtsbarkeit sowie das Kirchenpatronat (1538). Eine Hufe (1368) gehörte vor 1368 bis vor 1383 der Familie von Heinrichsdorf, die sie um 1397 an die Familie von Isenberg weitergab. Sie erhielten als Abgaben zwölf Hühner und einen verlehnten Schultheißen (1397); ihr Anteil fiel danach an den Landesherren. Ein dritter Anteil lag vor 1368 bis nach 1383 beim Bürger Krüger aus Jüterbog. Er erhielt Hebungen (5 Wispel Roggen, 1368) bzw. Hebungen von zwei Hufen (jede gab 5 Scheffel Roggen und 5 Scheffel Hafer, 1383). Auch dieser Teil fiel danach an den Landesherren. Der vierte Teil gehörte vor 1368 bis nach 1383 der Familie Mönch aus Jüterbog, ging danach 1414 an den Bürger Möhring aus Wittenberg. Hierbei handelte es sich um Hebungen von fünf Hufen: Im Jahr 1368 waren dies zusammen 20 Scheffel Roggen und 20 Scheffel Hafer, im Jahr 1383 nur noch fünf Scheffel Roggen und fünf Scheffel Hafer sowie 1414 auch noch „Geld“, bevor auch dieser Teil an den Landesherren fiel. Den fünften Teil besaß vor 1368 bis nach 1389 der Bürger Papeian aus Jüterbog. Er besaß Hebungen aus drei Hufen, die sich im Jahr 1368 auf 5 Scheffel Roggen und 5 Scheffel Hafer je Hufe summierten. Im Jahr 1383 waren es 6 Scheffel Roggen und 6 Scheffel Hafer. Zu einem späteren Zeitpunkt waren es Hebungen von 6 Hufen, die je 5 Scheffel Roggen und Hafer erbrachten (1389) und ebenfalls an den Landesherren fielen. Der sechste Anteil gehörte vor 1368 bis nach 1473 dem Richter von Zeuden, der ebenfalls ein Bürger Jüterbogs war. Er räumte ihn im Jahr 1473 dem Herren von Schlieben, Domherr zu Magdeburg, zur Anwartschaft ein. Er besaß die Hebungen aus 6 Hufen, die zusammen 25 Scheffel Roggen und 25 Scheffel Hafer gaben (1368). Anschließend beliefen sich die Einkünfte aus Hebungen vom 5 Hufen, von denen jede 5 Scheffel Roggen, 5 Scheffel Hafer und 6 Scheffel Heidehafer gab (1383). Von einem Erben erhielt er 6 Scheffel Roggen und 6 Scheffel Hafer, während ein anderer Erbe 10 Scheffel Roggen und 10 Scheffel Hafer zahlte (1473), bevor auch dieser Teil an den Landesherren ging. Der siebte Teil gehörte vor 1383 bis 1389 der Familie von Ottersleben, die ihn im Jahr 1389 an die Familie von Richenheim weitergab. Sie erhielten Hebungen von 5 Hufen, die sich auf je 5 Scheffel Roggen und Hafer beliefen (1383), später von 7 Hufen (1389), die ebenfalls an den Landesherren gingen. Ein achter Teil lag im Jahr 1389 bei einem Bürger Schütze, der drei Hufen hielt. Sie gingen, wie auch der neunte Teil ebenfalls an den Landesherren. Dabei handelte es sich um einen Besitz des Bürgers von Aken aus Berlin, der im Jahr 1464 an die von der Zauche überging. Sie hielten ihn bis 1467, gaben ihn bis nach 1808 an den Bürger Wilmersdorf von Jüterbog, zuletzt in Petrikau und Landau bei Odessa. Bei dem Besitz handelte es sich um Hebungen von zweimal einer Hufe, die jede je 5 Scheffel Roggen und Hafer gaben (1464). Ein zehnter Anteil, lag vor(?) 1466 bis nach 1514 beim Bürger Hoppe aus Jüterbog, der ihn bis 1535 an den Kammerdiener von Hietzhaim weitergab. Von dort gelangte er im Jahr 1535 an die Familie von Falkenhagen. Es handelte sich um Hebungen aus zwei Hufen, die je 5 Scheffel Roggen und Hafer gaben (1466). Im besagten Jahr erschien der Ort als zcu margkendorff. Die so vereinigten Teile wurden vom Amt Jüterbog bis 1538 verwaltet und kamen anschließend als Lehen zur Familie von von Klitzing. Sie erhielten das Dorf mit Ober- und Untergerichtsbarkeit sowie das Kirchenpatronat. Außerdem wurde ihnen das Recht eingeräumt, eine Schäferei zu errichten (1555). Ein elfter Anteil lag vor 1694 beim Amt Zinna, die Hebungen in Höhe von 6 Scheffel Holzgerste erhielten. In dieser Zeit erschien der Ort in den Jahren 1492/1496 als Amtsdorf, deren Bewohner um 1500 insgesamt 4 Schock 1⁄2 2 Groschen (gr) Abgaben leisteten.

### 16. und 17. Jahrhundert
Im Jahr 1516 betrugen die Abgaben 12 Rheinische Gulden (fl) zur Steuer, bis 1534 31 fl 19 gr zum 50. Pfenning. Bei einer Visitation der Kirchen und Klöster im Erzstift Magdeburg im Jahr 1562 wurden im Dorf 16 Hauswirte festgestellt, die auch bei einer weiteren Kirchen-, Schul- und Hospitalien-Visitation im Erzstift Magdeburg im Jahr 1584 bestanden. Der Pfarrer besaß im Jahr 1562 drei Hufen, die er jedoch nicht selbst bewirtschaftete, sondern ihm 15 Scheffel Roggen und 15 Scheffel Hafer an Pacht einbrachten. Weiterhin bekam er die 30. Mandel des Getreidezehnten. Die Kirche besaß eine Hufe, die mit drei Scheffel Roggen besät wurde. Außerdem erhielt sie den Fleischzehnten von den Kossäten, von denen der Pfarrer jedoch den 3. Teil erhielt. Der Küster konnte auf Einnahmen von 15 Scheffel Korn zurückgreifen. Für das Jahr 1586 weist das Erbbuch des Amtes Zinna eine gesamte Abgabenlast von 17 Taler 1 Ort zum 70. Pfenning aus.
Um 1600 lebten im Dorf ausweislich eines „Vortzeichnüß der Ämbter, Clöster, Gerichtsjunkern unnd Dorfer im Erzstift Magdeburg“ insgesamt erneut 16 Hauswirte. Ein Müller erschien erstmals im Jahr 1612/1613, der 12 Scheffel Abgaben leisten musste. Weiterhin wurden acht Einwohner aufgeführt, die Roggenpacht leisten mussten. Sie gaben sechsmal 20 Scheffel, einmal 15 Scheffel und einmal 12 Scheffel. Vor dem Dreißigjährigen Krieg gab es im Dorf sieben Hufner und sechs Kössäten. Im Jahr 1650 wurde von neun Hufnern, darunter dem Dorfschulzen berichtet. Der Schulze besaß drei Hufen zu 48 Scheffel Korn, 24 Scheffel Gerste, 4 Scheffel Hafer, 2 Scheffel Heidekorn und 1 Scheffel Leinaussaat. Die acht Hufner besaßen je vier Hufen zu 48 Scheffel Korn, 18 Scheffel Gerste, 5 Scheffel Hafer, 2 Scheffel Heidekorn und 1 Scheffel Leinaussaat. Es gab sieben Kossäten, darunter einen Windmüller, die jeder 4 Scheffel Gerste aussäten. Sie hatten das Recht, 600 Schafe zu halten. Mittlerweile war auch ein Vorwerk entstanden, das neben einem Schäferhaus aus zwei Scheunen und einem Schafstall bestand. Die Statistik zeigte jedoch auf, dass lediglich zwei Bauerngüter und ein Kossätenhof besetzt waren und Markendorf weitgehend wüst gefallen war. Im Jahr 1661 brannte das Dorf vollständig ab und wurde offenbar auch nicht so schnell wieder neu besetzt. Die Dokumente beschreiben, dass „die Äcker (sind) mit Kiefern und Sträuchern bewachsen“ waren. Im Jahr 1665 wurden drei Bauerngüter und ein Kossätenhof mit 12 Hufen in ein das ritterliche Gut Markendorf umgewandelt. Es gab eine Brennerei, eine Ziegelei sowie eine nordöstlich gelegene Schäferei. Es kam zu einem Aufschwung: Markendorf bestand im Jahr 1682 aus 35 Hufen, neun Bauerngütern und sieben Kossätenhöfen. Im Jahr 1694 gelangte Markendorf bis 1747 in den Besitz der Familie von Stutterheim. Ein Jahr zuvor gelangte der Ort zum Herzogtum Sachsen-Weißenfels.

### 18. Jahrhundert

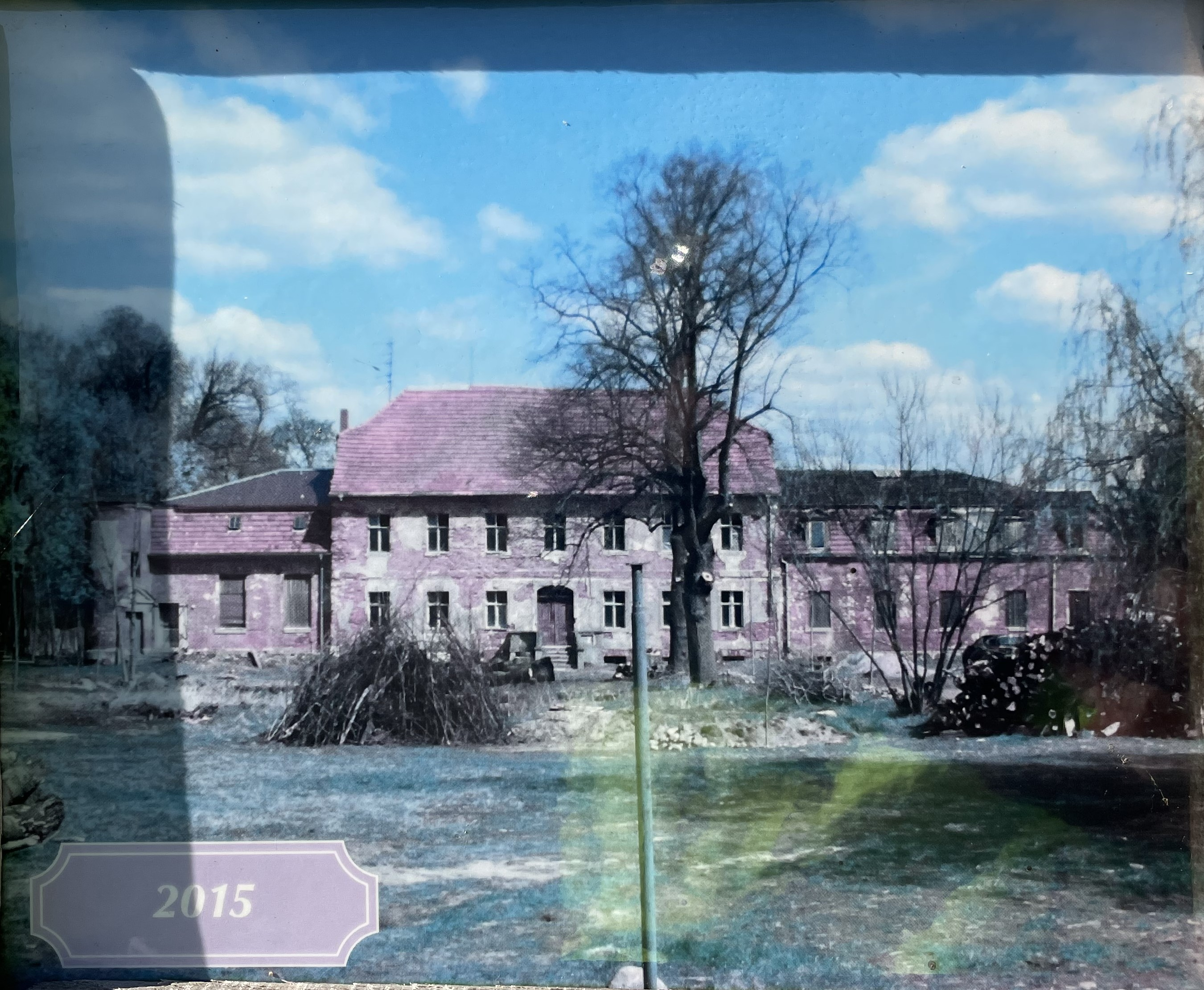
Gutshaus Markendorf

Die Individual-Specification und Schatz oder Würdigung derer sambtlichen unterm Fürstl. Sachßen Querfurischen Ambte Jüterbog befindlichen contribuablen Grund Stücken aus dem Jahr 1704 verzeichnete die Anzahl der Hüfner und Kossäten sowie deren Aussaatmenge des Hofes und weiterer Ackerstücke. Demzufolge gab es im Jahr 1706 in Markendorf 39 Hufen, von denen 23 Hufen von den Hufnern bewirtschaftet wurden und 13 Hufen von der Frau von Stutterheim. Drei weitere Hufen standen dem Pfarrer zu. Aus dem Jahr 1746 wurde von 14 Untertanen berichtet, darunter einen Müller. Ein Jahr später übergaben die von Stutterheim das Dorf an den preußischen Kammerrat Lüder und seine Erben. Die Specification der Häuser und angesessenen Einwohner der Ämter Dahme und Jüterbog von 1777 führte für Markendorf 14 Personen auf: Es gab drei Hufner, einen Halbhufner, neun Häusler und einen Häusler auf der Gemeinde. Fünf Häusler hatten sich auf dem Gut angesiedelt; es gab weiterhin ein unbewohntes bzw. publikes Haus. Im Jahr 1794 übernahm die Familie Hofmann den Ort und hielt ihn bis 1872; in dieser Zeit kam Markendorf bis 1816 wieder nach Kursachsen. Im späten 18. Jahrhundert entstand im Ort ein Gutshaus.

### 19. Jahrhundert
Im Jahr 1800 gab es nach Leonhardi im Dorf und Gut insgesamt 16 Pferde, 28 Kühe und 266 Schafe. Einen detaillierten Einblick gab Register Allgemeine Personensteuer auf Bartholomai 1812 vom Querfurter Landtag in Dresden 1811 bewilligt. Es nannte alle ortsanwesenden Personen: Den Gutsherren mit seinem Verwalter, einen Pferdeknecht, eine Zwangsmagd, eine Schweinemädchen, ein Hausmädchen, ein Kindermädchen, zwei Ochsenjungen, einen Pferdejungen und drei Hufner. Von diesen beschäftigte einer ein Schweinemädchen, einen Dienstjungen und einen Tagelöhner. Ein anderer hatte eine Tochter und beschäftigte einen Dienstjungen; der dritte beschäftigte ein Schweinemädchen und einen Ochsenjungen. Von den zehn Halbhufnern hatte einer einen Sohn, einer eine Tochter, zwei beschäftigten je ein Schweinemädchen, einer ein Kindermädchen. Ein weiterer hatte eine Tochter, beschäftigte ein Schweinemädchen, einen Pferdejungen und Ochsenjungen, während eine weitere Person eine Schwester hatte. Der Windmüller bildete einen Lehrburschen aus, der Schäfer hatte eine Tochter, einen Schafknecht und einen Schafjungen. Von den elf Hausleuten war einer verstorben, so dass Markendorf in Summe auf 17 Steuerpflichtige kam. Im Jahre 1816 kam der Ort zum Kreis Jüterbog-Luckenwalde. Auf der Gemarkung hatten sich neben dem Müller mittlerweile weitere Gewerke angesiedelt. Es gab einen Tischler, eine Branntweinbrennerei, eine Ziegelei und einen Schneider. Im Dorf standen im Jahr 1819 insgesamt 20 Häuser. Bis 1837 entstanden vier neue Häuser und so bestand Markendorf auf dem Gut mit Dorf und Ziegelei sowie einer holländischen Schneidemühle. Im Jahr 1858 standen im Dorf ein öffentliches, sowie 21 Wohn- und 46 Wirtschaftsgebäude, darunter die bereits erwähnte Getreidemühle und eine Sägemühle. Es gab einen Abbau, das Chausseehaus (1860). Im Gut standen acht Wohn- und elf Wirtschaftsgebäude, darunter eine Ziegelei und eine Brennerei. Auch ihr war mit der Ziegelei ein Abbau zugewiesen. Das Dorf war 3197 Morgen (Mg) groß: 34 Mg Gehöfte, 1230 Mg Acker, 15 Mg Wiese und 1918 Mg Wald, das Gut 3007 Mg: 26 Mg Gehöfte, 970 Mg Acker, 19 Mg Wiese und 1992 Mg Wald.

### 20. und 21. Jahrhundert

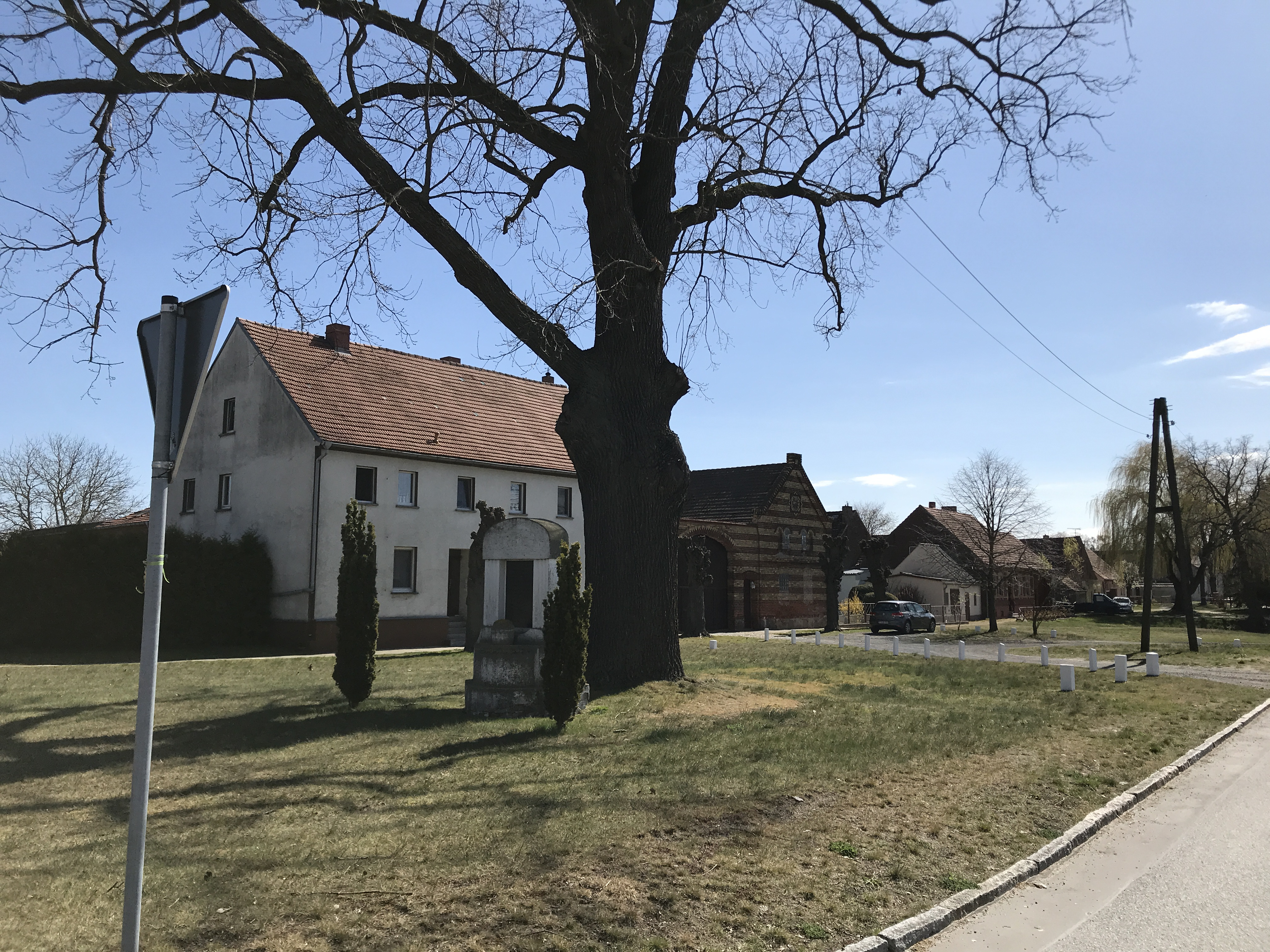
Gefallenendenkmal

Aus dem Viehstands- und Obstbaumlexikon ist bekannt, dass im Jahr 1900 im Dorf 26 und im Rittergut fünf Häuser standen. Die Gemarkung war 840,1 Hektar groß, das Gut 781,8 Hektar. Im Dorf lebte der Gastwirt, der 14,5 Hektar Fläche bewirtschaftete. Hinzu kamen vier Häusler, die 122 Hektar, 93 Hektar und zweimal 78 Hektar bewirtschafteten. Vier Kossäten bewirtschafteten 69,50 Hektar, 64,50 Hektar, 47,50 Hektar und 36 Hektar. Außerdem lebte im Dorf die Witwe eines Kossäten. Dem Gutsbesitzer standen 769 Hektar zur Verfügung. Von 1900 bis 1963 lag der Ort auf Bestreben des damaligen Gutsbesitzers Hofmann an der Kleinbahnstrecke Jüterbog – Luckenwalde. Der Gutshof erhielt ein eigenes Anschlussgleis, dessen Bahndamm im 21. Jahrhundert noch erkennbar ist. Um 1900 wurde bei Markendorf ein Übungsplatz der Königlich Preußischen Pioniertruppen angelegt. Vor dem Jahre 1910 wurde im Bereich des Rittergutes ein Militärlager gegründet. Auf dem Übungsplatz wurde zu Ausbildungszwecken ein Infanterie- und ein Artilleriewerk (Kleines und großes Fort) errichtet. Zu Beginn des Ersten Weltkriegs entstand dort die erste Minenwerferschule des preußischen Heeres. Im Ergebnis wurde das Gelände von Landminen zerstört und von Kampfgas verseucht. Das Gutshaus diente ab 1913 als Offizierskasino. Das Gemeindelexikon aus dem Jahr 1932 führt für das Jahr 1931 und das mittlerweile zur Landgemeinde umgewandelte Dorf 56 Wohnhäuser mit 77 Haushaltungen an, in dem die Wohnplätze Chausseehaus und Försterhaus (Am Holz) bestanden. Das Dorf war in Summe 1636,5 Hektar groß. Im Jahr 1939 gab es im Dorf einen land- und forstwirtschaftlichen Betrieb, der größer als 100 Hektar war. 16 weitere Betriebe waren zwischen 20 und 100 Hektar groß, zehn Betriebe zwischen 10 und 20 Hektar, sechs Betriebe zwischen 5 und 10 Hektar sowie 40 Betriebe zwischen 0,5 und 5 Hektar. Nach dem Versailler Friedensvertrag wurde in den 1920er Jahren mit der Aufforstung begonnen und das Militärlager zu einer zivilen Wohnsiedlung umgewandelt. Ab dem Jahr 1921 wurden Elsässer angesiedelt, die ihre an Frankreich gefallene Heimat verlassen mussten. Die Bauten des Truppenlagers sowie die Gutsflächen kamen in den Besitz der Siedlungs- und Beschaffungsgenossenschaft Neu-Elsaß-Lothringer GmbH. Die Umsiedler nutzten zunächst das Gutshaus, später die umliegenden, zwischenzeitlich ausgebauten Baracken des Gutshauses. Von den 30 Familien, die aus dem Elsass nach Markendorf zogen, blieben acht im Ort und gründeten den Wohnplatz Waldsiedlung. Die ursprüngliche Idee, einen Großteil der Ackerflächen genossenschaftlich zu bewirtschaften, wurde aufgegeben. Die verbliebenen Flächen sowie das Gutshaus, der Gutshof und die Gärtnerei kamen um 1926/1927 in den Besitz des Peter Heitan, der insbesondere Gurken und Weißkohl produzierte. Im Jahr 1928 wurden auch in Markendorf der Gutsbezirk mit der Gemeinde vereinigt. In der Zeit des Nationalsozialismus entstanden auf dem ehemaligen Übungsgelände ein rund 500 Hektar großer Bombenabwurfplatz sowie ein Feldflugplatz.
Nach dem Zweiten Weltkrieg wurden 762,5 Hektar enteignet: 65,4 Hektar Acker, 4,5 Hektar Wiese und Weide, 351,6 Hektar Wald, 1,1 Hektar Hofräume sowie 339,9 Hektar Wege und Ödland. Von diesen Flächen gingen 89,5 Hektar an 27 landlose Bauern und Landarbeiter, 46,5 Hektar an fünf landarme Bauern und 42,3 Hektar an drei Umsiedler. Sieben Altbauern erhielten 21 Hektar Waldzulage, 108,2 Hektar gingen an das Land Brandenburg, 35 Hektar an die Gemeinde sowie 1,1 Hektar an den Bodenfonds. Weitere 331,8 Hektar wurden militärisch genutzt und 87,1 Hektar Wald an die Gemeinde Fröhden abgegeben. Die Familie Heitan, gebürtig aus Bulgarien, wurde nicht enteignet und betrieb weiterhin die Gärtnerei und eine Konservenfabrik. Peter Heitain starb im Jahr 1946 und der Gutsgärtner Martin Boyadjieff(?) übernahm die Verwaltung. 1949 wurde der ehemalige Bombenabwurfplatz von der sowjetischen Armee beschlagnahmt. Am 1. Juli 1950 wurde die bis dahin eigenständige Gemeinde Fröhden eingegliedert. Markendorf bestand aus der Gemeinde mit den Wohnplätzen Siedlung und Tierverwertungsanstalt. Nach dem Tod von Heitans Frau im Jahr 1951 wurde das Gut als Grundstücksverwaltung betrieben. Boyadjieff erhielt eine Vollmacht zur Verwaltung, da die Familie Heitan in West-Berlin wohnten. In das Gutshaus zogen der Bürgermeister mit Standesamt und der Kindergarten der Gemeinde ein. Im Jahr 1955 gründete sich eine LPG Typ III mit 17 Mitgliedern und 227 Hektar Fläche, die im Jahr 1958 an die LPG Typ III Fröhden angeschlossen wurde. Sie bestand im Jahr 1960 aus 156 Mitgliedern und 1220 Hektar Fläche. Im genannten Jahr gründete sich eine LPG Typ I mit neun Mitgliedern und 54 Hektar Fläche, die 1967 an die LPG Typ III angeschlossen wurde. Nach 1958 ging das Gut in die LPG „Frohes Schaffen“ auf, die 1973 mit der KAP Jüterbog vereinigt wurde. Markendorf bestand zu dieser Zeit im Jahr 1957 aus der Gemeinde mit dem Ortsteil Fröhden und dem Wohnplatz Siedlung, 1973 mit dem Ortsteil Fröhden und 1977 mit dem Ortsteil Fröhden und dem Wohnplatz Siedlung. Im Jahr 1983 bestanden im Ort der Kreisbetrieb für Landtechnik Sitz Marzahna Kreisversorgungslager Landtechnischer Dienst Markendorf, die LPG mit Verwaltung Ortsteil Fröhden und Schweinemastanlage, die Oberförstere, ein VEB Fleischwirtschaft Potsdam, die Vereinigte Tierkörperverwertungsanstaltung Herzberg Betriebsteil Markendorf, das Handelskombinat Agrotechnik Nauen Handelszentrum Markendorf sowie die LPG Jüterbog mit Gärtnerei und Werkstatt Markendorf.
Der Kindergarten blieb bis zur Wende im Gutshaus. Die Erben der Familie Heitan erhielten das Gutshaus mit der Gärtnerei zurück und verkauften 1993 das Areal. Am 31. Dezember 1997 wurde der Ort in die Stadt Jüterbog eingegliedert. Im März 2000 lebten 360 Einwohner im Ort. 2018 feierte der Ort sein 650-jähriges Bestehen.

## Bevölkerungsentwicklung
| Jahr      | 1817 | 1837 | 1858                | 1871       | 1885       | 1895       | 1905        | 1925 | 1939 | 1946 | 1964 | 1971 | 1981 |
| Einwohner | 198  | 194  | Dorf 155 und Gut 79 | 127 und 77 | 145 und 67 | 138 und 63 | 167 und 104 | 399  | 524  | 742  | 851  | 838  | 706  |

## Sehenswürdigkeiten und Kultur
- Die Dorfkirche stammt im Kern aus dem 13. Jahrhundert. Die Kirche ist im Dreißigjährigen Krieg abgebrannt. In den Jahren 1663 bis 1667 wurde die Kirche wiederaufgebaut. Der barocke Fachwerkturm wurde im Jahre 1996 durch einen Blitz beschädigt.
- Das Gutshaus Markendorf entstand im späten 18. Jahrhundert. Es handelt sich um einen zweigeschossigen, siebenachsigen Bau mit Krüppelwalmdach.
- Durch den Ort führt eine Strecke der Flaeming-Skate.

## Anmerkung
1. ↑  Mit Fröhden.